# Lifeboat Foundation
La Lifeboat Foundation (Fondation Embarcation de sauvetage) est un organisme sans but lucratif voué à la prévention des risques existentiels, basé à Reno (Nevada).

## Organisation
Lifeboat fut fondé en 2006 par Eric Klien, un entrepreneur de site de rencontres ; il continue de diriger Lifeboat (depuis son domicile à Minden, dans la banlieue de Reno) comme président et secrétaire du bureau directorial.
En 2007, la Lifeboat Foundation a absorbé une organisation appelée l'« Alliance pour sauver la civilisation », dont l'objectif était de déposer sur la Lune des archives des civilisations humaines, pour les prémunir contre tout désastre.
Lifeboat a développé une politique d'acceptation de donations en bitcoins, une cryptomonnaie. D'après Fast Company, Lifeboat a obtenu ainsi 72 000$, et veut utiliser les bitcoins pour se protéger contre des évènements tels que la crise financière chypriote de 2012-2013. Une partie de ces fonds devrait servir à corriger des bugs des systèmes utilisés par les crypto-monnaies.

## Activités
Selon Fast Company, Lifeboat développe plusieurs programmes pour protéger la Terre de menaces telles qu'un impact cosmique, ou une intelligence artificielle inamicale. Lifeboat gère une liste de « douzaines » de menaces de catastrophe - y compris des catastrophes lointaines telles que l'extinction du Soleil - divisée en quatre catégories principales ("calamités", "effondrements", "dominations" et "trahisons"). Cependant, le journaliste Ashlee Vance remarque que « l'état d'avancement d'aucun de ces projets n'est clair ».
La fondation a également publié plusieurs livres, comme Visions of the Future, une anthologie d'écrits futuristes et de science-fiction.

## Comités consultatifs
La Lifeboat Foundation est remarquable pour son très vaste ensemble de comités consultatifs, contenant des milliers de scientifiques, d'hommes d'affaires, et d'autres spécialistes de dizaines de disciplines différentes. En raison de leur taille, ces comités se réunissent en ligne plutôt qu'en personne. Parmi les consultants de la fondation, on trouve plusieurs prix Nobel, quatre gagnants du prix Macarthur dont Stephen Wolfram (le fondateur de Mathematica), l'activiste anti-islamique Pamela Geller, mais aussi deux agents secrets russes identifiés en 2010 comme appartenant au programme des Illégaux, ainsi que Vitalik Buterin créateur du protocole ethereum .